# Franz Caspar von Langen

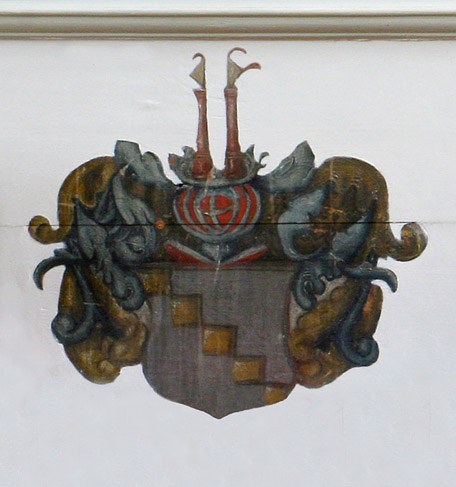
Wappen der Familie von Langen in der St. Bartholomäuskirche in Laumersheim

Franz Caspar Freiherr von Langen (* 1651/1652; † 1737) war ein Geheimrat des Mainzer Kurfürsten und residierte im Schloss in Laumersheim. 
Gemäß dem Familienwappen in der Laumersheimer Kirche entstammte er dem westfälischen Adelsgeschlecht der von „Langen mit den Rauten“. Seine verwitwete Mutter, aus dem Adelshaus der „Winter von Bromskirchen“, stiftete 1717 in Laumersheim eine Monstranz.
Am 17. August 1701 nahm Langen als Mainzer Regierungsrat die Huldigung im Freigericht Wilmundsheim vor dem Berge, bei Alzenau, entgegen. 1707, bei der Visitation des Reichskammergerichtes in Wetzlar, vertrat er als Hofrat den Kurfürsten von Mainz.
Im Alter von fast 70 Jahren kümmerte er sich neben dem Wiederaufbau seines im Pfälzischen Erbfolgekrieg zerstörten Laumersheimer Schlosses auch um den Neubau der simultanen Kirche St. Bartholomäus, ebenso errichtete er die Heilig-Kreuz-Kapelle auf dem Palmberg und stiftete in beiden Gotteshäusern Einrichtungsgegenstände, Kirchengeräte und Seelenmessen. Den Palmberg ließ er als sogenannten Kalvarienberg gestalten und von Laumersheim kommend steinerne Kreuzwegstationen aufrichten. In diesem Zusammenhang gründete er die örtliche „Todesangst Christi Bruderschaft“, welche die Wallfahrten auf den Palmberg organisierte und betreute.
Franz Caspar von Langen wurde in der Kirche St. Bartholomäus zu Laumersheim beigesetzt.